# Liste des députés de la Communauté française de Belgique (2014-2019)
Le parlement de la Communauté française de Belgique élu en 2014 comptait 94 députés:
- 75 députés élus au suffrage universel direct au parlement wallon
- 19 députés élus par les députés francophones du Parlement bruxellois en leur sein ().

Le Parlement désigne les 10 sénateurs visés à l'article 67, § 1er, 2° de  la Constitution conformément à la procédure fixée par les articles  212bis, 212ter et 213 du Code électoral. Ces députés sont délégués au sénat comme sénateur de communauté (), comme suit:
| législature | partis | partis | partis | partis |                 |
| .           | cdH    | PS     | MR     | ECOLO  | Listes Destexhe |
| 54e         | 2      | 4      | 2      | 1      | 1               |
| ----------- | ------ | ------ | ------ | ------ | --------------- |

Les députés ayant prêté serment en allemand sont remplacés par leur suppléants respectifs.
Le parlement a été installé le 17 juin 2014.
| - Début de la législature - Fin de la législature |

## Bureau
- Philippe Courard (19.11.14) remplace Jean-Charles Luperto[1], président
  - Philippe Knaepen remplace (21.9.17) Valérie De Bue[2] (5.11.2014) remplace Hervé Jamar[2], 1er vice-président
  - Isabelle Emmery, 2e vice-présidente
  - Dimitri Fourny, 3e vice-président
    - Corinne De Permentier, secrétaire
    - Christiane Vienne, secrétaire
    - Françoise Bertieaux remplace (13.3.19) Alain Destexhe (05.11.2014) remplace Jacqueline Galant[2], secrétaire
      - Xavier Baeselen, greffier

## Partis représentés

### Parti socialiste(36)
| Arrondissement       | Député |
| -------------------- | --- |
| Huy-Waremme          | Christophe Collignon |
| Luxembourg           | Philippe Courard (remplacé par Véronique Biordi-Taddei du 18.6.2014 au 18.9.2014)                                                                                        |
| Verviers             | Valérie Dejardin (12.12.2018) remplace Muriel Targnion remplace Edmund Stoffels                                                                                          |
| Wallonie picarde     | Jean-Pierre Denis (22.7.14) remplace Rudy Demotte |
| Dinant Philippeville | Pierre-Yves Dermagne |
| Bruxelles            | Béa Diallo |
| Charleroi            | Anthony Dufrane remplacé par Hicham Imane (18.6.14-8.9.2014) |
| Bruxelles            | Nadia El Yousfi |
| Bruxelles            | Isabelle Emmery |
| Thuin                | Paul Furlan remplacé par François Devillers du 22.7.14 au 26.01.2017 |
| Charleroi            | Latifa Gahouchi |
| Soignies             | Virginie Gonzalez Moyano remplace Françoise Fassiaux-Looten |
| Nivelles             | Hassan Idrissi remplace (12.12.2018) Dimitri Legasse |
| Bruxelles            | Jamal Ikazban |
| Verviers             | Jean-François Istasse remplace (12.12.2018) Véronique Bonni |
| Liège                | Zoé Istaz-Slangen remplace (12.12.2018) Maurice Mottard |
| Bruxelles            | Véronique Jamoulle |
| Mons                 | Joëlle Kapompole |
| Charleroi            | Serdar Kilic(T.P. 2,42 %) remplace (29.6.16) Hicham Imane (8.9.14-27.6.2016) remplace Julie Patte (22.7.2014-8.09.2014) remplace Paul Magnette(Bourgmestre de Charleroi) |
| Nivelles             | Anne Lambelin |
| Liège                | Mauro Lenzini (22.7.14) remplace Jean-Claude Marcourt |
| Namur                | Jean-Charles Luperto |
| Mons                 | Nicolas Martin |
| Liège                | Christie Morreale |
| Liège                | Maurice Mottard remplace (12.12.2018) Alain Onkelinx |
| Bruxelles            | Catherine Moureaux |
| Charleroi            | Sophie Pécriaux |
| Dinant               | Christine Poulin |
| Soignies             | Patrick Prévot |
| Mons                 | Pierre Tachenion remplace (12.12.2018) Jean-Marc Dupont |
| Namur                | Éliane Tillieux (remplacée par Vincent Sampaoli (22.7.14-28.7.17) ) |
| Charleroi            | Graziana Trotta |
| Wallonie picarde     | Luc Van der Stichelen remplace (12.12.2018) Bruno Lefebvre |
| Wallonie picarde     | Christiane Vienne |
| Liège                | André Vrancken remplace (12.12.2018) Déborah Géradon (22.7.14) remplace Isabelle Simonis                                                                                 |
| Soignies             | Olga Zrihen |

### Mouvement réformateur(28)
| Arrondissement   | Député |
| ---------------- | --- |
| Bruxelles        | Françoise Bertieaux |
| Dinant           | Laetitia Brogniez |
| Bruxelles        | Jacques Brotchi |
| Liège            | Fabian Culot remplace (28.06.2017) Virginie Defrang-Firket                                                              |
| Wallonie picarde | Stéphane Delfosse remplace (12.12.2018) Philippe Bracaval (28.7.2017) remplace Jean-Luc Crucke                          |
| Soignies         | Olivier Destrebecq |
| Bruxelles        | Corinne De Permentier                                                                                                   |
| Huy-Waremme      | Magali Dock |
| Liège            | Philippe Dodrimont |
| Wallonie picarde | Véronique Durenne |
| Luxembourg       | Yves Evrard |
| Mons             | Jacqueline Galant remplacée par Georges-Louis Bouchez (11.10.2014-19.04.2016)                                           |
| Verviers         | Charles Gardier (28.7.17) remplace Pierre-Yves Jeholet                                                                  |
| Dinant           | Pierre Helson remplace (12.12.2018) Valérie Warzée-Caverenne (27.04.2016) remplace François Bellot                      |
| Namur            | Laurent Henquet (18.6.14) remplace Anne Barzin                                                                          |
| Charleroi        | Philippe Knaepen |
| Luxembourg       | Éric Lejeune remplace (12.12.2018) Carine Lecomte (22.10.2014) remplace Willy Borsus (chef de groupe jusqu'au 11.10.14) |
| Nivelles         | Lyseline Louvigny (25.1.2017) remplace Christophe Dister (11.03.2015) remplace Florence Reuter                          |
| Nivelles         | Olivier Maroy |
| Namur            | Gilles Mouyard |
| Thuin            | Marie-Françoise Nicaise (18.6.14) (échevine de Thuin) remplace Yves Binon (Bourgmestre de Ham-sur-Heure-Nalinnes)       |
| Liège            | Diana Nikolic remplace (12.12.2018) Christine Defraigne                                                                 |
| Verviers         | Jean-Luc Nix remplace (21.9.17) Charles Gardier remplace Jennifer Baltus-Möres                                          |
| Charleroi        | Nicolas Tzanetatos (18.6.14) remplace Cyprien Devilers (échevin de Charleroi)                                           |
| Bruxelles        | Gaëtan Van Goidsenhoven                                                                                                 |
| Nivelles         | Chantal Versmissen-Sollie remplace (10.12.2018) Jordan Godfriaux remplace (28.7.2017) Valérie De Bue                    |
| Nivelles         | Jean-Paul Wahl |
| Huy-Waremme      | Marie-Christine Warnant remplace (10.12.2018) Patrick Lecerf (11.10.2014) remplace Hervé Jamar                          |

### Centre démocrate humaniste(16)
| Arrondissement   | Député |
| ---------------- | --- |
| Nivelles         | André Antoine |
| Luxembourg       | Josy Arens |
| Verviers         | Valentine Bourgeois remplace (23.01.2019) Isabelle Stommen remplace (27.04.2016) Marie-Martine Schyns                                     |
| Soignies         | François Desquesnes |
| Liège            | Benoît Drèze |
| Bruxelles        | André du Bus de Warnaffe |
| Bruxelles        | Hamza Fassi-Fihri |
| Luxembourg       | Dimitri Fourny |
| Namur            | Isabelle Moinnet-Joiret |
| Bruxelles        | Bertin Mampaka Mankamba |
| Mons             | Savine Moucheron (22.7.14) remplace Carlo Di Antonio (Bourgmestre de Dour) elle fut remplacée du 25.5.16 au 03.12.2018 par Pascal Baurain |
| Namur            | Maxime Prévot remplacé par Clotilde Leal-Lopez (22.7.14-28.7.17)                                                                          |
| Charleroi        | Véronique Salvi |
| Liège            | Marie-Dominique Simonet, présidente |
| Wallonie picarde | Mathilde Vandorpe (18.06.2014) remplace Alfred Gadenne                                                                                    |
| Wallonie picarde | Véronique Waroux |

### Ecolo(6)
| Arrondissement | Député                                                                            |
| -------------- | --------------------------------------------------------------------------------- |
| Verviers       | Matthieu Daele                                                                    |
| Namur          | Stéphane Hazée                                                                    |
| Liège          | Philippe Henry                                                                    |
| Nivelles       | Hélène Ryckmans                                                                   |
| Bruxelles      | Matteo Segers remplace (9/01/2019) Christos Doulkeridis remplace Arnaud Pinxteren |
| Bruxelles      | Barbara Trachte                                                                   |

### FDF(3)
| Arrondissement | Député            |
| -------------- | ----------------- |
| Bruxelles      | Emmanuel De Bock  |
| Bruxelles      | Joëlle Maison     |
| Bruxelles      | Caroline Persoons |

### Parti du travail de BelgiquePTB-Go! (2)
| Arrondissement | Député          |
| -------------- | --------------- |
| Liège          | Frédéric Gillot |
| Huy-Waremme    | Ruddy Warnier   |

### Listes Destexhe (3)
| Arrondissement | Député                                                   |
| -------------- | -------------------------------------------------------- |
| Bruxelles      | Alain Destexhe                                           |
| Charleroi      | Patricia Potigny remplace (24.9.15) Véronique Cornet (+) |
| Liège          | André-Pierre Puget                                       |